# Hans-Joachim Gehrke
Hans-Joachim Gehrke (Salzgitter-Lebenstedt, 28 ottobre 1945) è uno storico tedesco.

## Biografia
Hans-Joachim Gehrke ha studiato al liceo Ratsgymnasium di Goslar, quindi dal 1967 al 1973 storia e filologia classica presso l'Università di Gottinga, dove nel 1973 ha conseguito un dottorato di ricerca e dal 1973 al 1982 l'abilitazione come collaboratore scientifico.
Dal 1982 al 1984, Gehrke ha insegnato come professore di Storia antica presso l'Università Giulio-Massimiliano di Würzburg e dal 1984 al 1987 è stato professore ordinario presso la Libera Università di Berlino.
Dal 1987 al 2008 è stato professore di storia antica presso l'Università Alberto-Ludovico di Friburgo in Brisgovia.
Membro della Accademia delle Scienze a Erfurt e della Accademia delle Scienze di Heidelberg.
Dal 1º marzo 2008 Hans-Joachim Gehrke è stato eletto presidente dell'Istituto archeologico tedesco, carica che ha tenuto fino al 2011.
Nello stesso anno ha accettato una cattedra onoraria nelle materie di storia antica e filologia classica presso la Università libera di Berlino.
La sua ricerca si concentra sulla storia della Grecia antica, sulla geografia storica dell'Europa centrale e orientale del bacino del Mediterraneo, in riferimento ai conflitti sociali e all'integrazione sociale, alle relazioni interculturali e alle concezioni della storia e delle identità collettive.

## Opere
- Phokion. Studien zur Erfassung seiner historischen Gestalt, C.H. Beck, München 1976 (Zetemata 64).
- Stasis. Untersuchungen zu den inneren Kriegen in den griechischen Staaten des 5. und 4. Jh. v. Chr., Beck, München 1985 (Vestigia, vol. 35) ISBN 3406080650
- Jenseits von Athen und Sparta. Das Dritte Griechenland und seine Staatenwelt, C.H. Beck, München 1986.
- Geschichte des Hellenismus, Oldenbourg, München 1990, 2. Auflage 1995 (Oldenbourg Grundriss der Geschichte 1A) (anche in traduzione greca).
- Alexander der Große, C.H. Beck, München 1996, 4., durchgesehene Auflage 2005 (Beck'sche Reihe Wissen 43) (anche in traduzione spagnola)
  - Trad. italiana: Alessandro Magno, trad. Cristofori A., ed. il Mulino  (collana Universale paperbacks), 2002 ISBN 9788815084620
- Kleine Geschichte der Antike, C.H. Beck, München 1999 (anche in edizione tascabile, 2003).
  - Trad. italiana: Breve storia dell'antichità, trad. Giovanna Turrini, ed. Einaudi, 2002 ISBN 9788806160135